# Sain-Bel
Sain-Bel település Franciaországban, Rhône megyében. Lakosainak száma 2568 fő (2022. január 1.). Sain-Bel L’Arbresle, Chevinay, Éveux, Savigny, Sourcieux-les-Mines és Saint-Pierre-la-Palud községekkel határos.

## Népesség
A település népessége az elmúlt években az alábbi módon változott:
| Lakosok száma | 2275 | 2309 | 2323 | 2316 | 2362 | 2363 | 2434 | 2501 | 2568 |
|               | 2013 | 2015 | 2016 | 2017 | 2018 | 2019 | 2020 | 2021 | 2022 |